# Manzini Sundowns F.C.
Manzini Sundowns là một câu lạc bộ bóng đá Eswatini đến từ Manzini. Đến năm 2005 câu lạc bộ có tên gọi Denver Sundowns sau khi giành danh hiệu dưới cái tên cũ.

## Thành tích
- Giải bóng đá ngoại hạng Eswatini: 2

1989, 1990.
- Cúp bóng đá Eswatini: 3

1988, 1991, 1992.
- Cúp Từ thiện Swazi: 4

1992, 2000, 2011, 2012.
- Swazi Trade Fair Cup: 4

1990, 1992, 1998, 2006.

Bản mẫu:Giải bóng đá ngoại hạng Eswatini